# Eddy Young
Edward Osaretinmwen Erhahon,  popularmente llamado Eddy Young, es un cineasta nigeriano conocido por su película debut Kasanova, que se convirtió en un éxito en la taquilla nigeriana de septiembre de 2019. Fue reconocido por el Ooni de Ife Oba Adeyeye Enitan Ogunwusi, Ojaja II en 2020 por sus aportes en la industria de Nollywood.

## Biografía
Young nació en la ciudad de Benín, estado de Edo, Nigeria. Su carrera comenzó en Independent Television and Radio Benin y luego trabajó en Hitfm Calabar. Obtuvo mayor reconocimiento en la industria en enero de 2019 con Kasanova. La película recibió respuestas positivas de críticos y espectadores, con estrenos en el cine nigeriano en septiembre de 2019 y en Netflix en junio de 2020. Posteriormente, produjo una serie web titulada The Badchelors que se estrenó el 29 de abril de 2020.

## Filmografía
- 2020 Old school lives on (Productor)
- 2020 Man like Jimmy (Productor)
- 2020 The Badchelors (web series) (Productor)
- 2019 Kasanova (Productor)
- 2019 Dejavu (Productor)
- 2019 What happened on 3rd street (Productor)